# Spartaeus uplandicus
Spartaeus uplandicus là một loài nhện trong họ Salticidae.
Loài này thuộc chi Spartaeus. Spartaeus uplandicus được Alberto Barrion & James A. Litsinger miêu tả năm 1995.